# Narcissus perezlarae
Narcissus perezlarae es una especie de planta bulbosa perteneciente a la familia de las amarilidáceas y el único miembro del género Narcissus de la sección Perezlarae. Es originaria del sur de la península ibérica.

## Taxonomía
Narcissus perezlarae fue descrita por el botánico (taxónomo y fitogeógrafo) así como farmacéutico y químico español, Pius Font i Quer y publicado en Boletin de la Real Sociedad Española de Historia Natural, Actas 27: 44, en el año 1927.
Etimología
Narcissus nombre genérico que hace referencia  del joven narcisista de la mitología griega Νάρκισσος (Narkissos) hijo del dios río Cephissus y de la ninfa Leiriope; que se distinguía por su belleza. 
El nombre deriva de la palabra griega: ναρκὰο, narkào (= narcótico) y se refiere al olor penetrante y embriagante de las flores de algunas especies (algunos sostienen que la palabra deriva de la palabra persa نرگس y que se pronuncia Nargis, que indica que esta planta es embriagadora). 
perezlarae: epíteto otorgado en honor del botánico español José María Pérez Lara.
Sinonimia
- Carregnoa × dubia Pérez Lara
- Tapeinanthus dubius K.Richt[2]

Híbrido
Es un híbrido naturalizado que está formado por Narcissus cavanillesii Barra & G.López × Narcissus miniatus L. Existen varias poblaciones híbridas aisladas en la Comunidad Valenciana sin la presencia de sus parentales